# Metropolia Genui
Metropolia Genui – metropolia Kościoła rzymskokatolickiego w północno-zachodniej części Włoch. W przełożeniu na świecki podział administracyjny, metropolia obejmuje większość Ligurii oraz fragmenty południowego Piemontu i południowo-zachodniej Lombardii. Powstała w 1133. Obecnie w jej skład wchodzi metropolitalna archidiecezja Genui oraz sześć diecezji. Od lipca 2020 urząd metropolity sprawuje arcybiskup Marco Tasca.

## Diecezje
- Archidiecezja Genui
- Diecezja Albenga-Imperia
- Diecezja Chiavari
- Diecezja La Spezia-Sarzana-Brugnato
- Diecezja Savona-Noli
- Diecezja Tortony
- Diecezja Ventimiglia-San Remo